# دوري هونغ كونغ لكرة القدم 1932–33
دوري هونغ كونغ لكرة القدم 1932–33 هو موسم من دوري هونغ كونغ لكرة القدم ‏. فاز فيه نادي جنوب الصين.